# A Love So Beautiful (serie de televisión surcoreana)
A Love So Beautiful  (en hangul, 아름다웠던 우리에게; romanización revisada, Areumdawotdeon Uriege; literalmente, «To Us Who Were Beautiful»; «Para nosotros quienes éramos hermosos» y titulada Un amor tan hermoso en Hispanoamérica y Un amor precioso en España) es una serie de televisión web surcoreana basada en la serie china homonínima, que a su vez está basada en la novela To Our Pure Little Beauty de Zhao Qianqian y emitida en Tencent Video. Es protagonizada por Kim Yo-han, So Joo-yeon, Yeo Hoe-hyun, Cho Hye-joo y Jung Jin-hwan, dirigida por Seo Min-jung y escrita por Choi Yoo-jung y Jang Yoo-yeon.
El argumento de la serie de género coming-of-age se centra en la vida de tres estudiantes de secundaria y sus amigos desde la adolescencia hasta la edad adulta. Se estrenó en KakaoTV el 28 de diciembre de 2020. Es distribuida en todo el mundo en Netflix.
La serie web emitió su último episodio el 20 de febrero de 2021, alcanzando 37,3 millones de visitas acumuladas en su única temporada de 24 episodios.

## Sinopsis
La serie trata sobre una historia de cinco amigos de una escuela secundaria y su viaje desde la adolescencia hasta la adultez. Shin Sol-yi de diecisiete años, es una alegre estudiante de la escuela secundaria Chunji. Está enamorada de su compañero de clase y vecino Cha Heon. Ella repetidamente confiesa su amor a Heon, quien parece distante, pero en realidad se incómoda cuando se trata de expresar sentimientos. Woo Dae-sung, quien se pasa a la escuela secundaria Chunji y se enamora de Sol-yi.

## Reparto

### Principales
- Kim Yo-han como Cha Heon, un adolescente tranquilo e incómodo con un buen corazón.[6]
- So Joo-yeon como Shin Sol-yi, una alegre estudiante de secundaria que está enamorada de su vecino, Heon[7]
- Yeo Hoe-hyun como Woo Dae-sung, un estudiante transferido y buen nadador que se enamora de Sol-yi.
- Cho Hye-joo como Kang Ha-young, la mejor amiga de Sol-yi, el amor de Jin-hwan y su futura esposa.
- Jung Jin-hwan como Jung Jin-hwan, el mejor amigo de Sol-yi y el futuro esposo de Ha-young.

### Secundarios
- Yang Yoo-jin como Seo Ji-soo, la doctora y compañera de Heon.
- Cho Ryun como Lee Chan-hee, la madre de Sol-yi.
- Yoon Seo-hyun como Shin Ki-heon, el padre de Sol-yi.
- Sung Hye-min como Moon Sook-hee, la maestra de aula.
- Kim Dong-kyoo como Wang Se-hyung, el creador de la atmósfera de la clase.
- Ji Hwa-seop como el enfermero Lee Joo-hwan.
- Park Ji-won como Oh Hee-ji.
- Yoo Ji-yeon como Lee Soo-jin.
- Ki Eun-yoo como Cha Geon.
- Choi Bo-min como Na Mi-nyeo.
- Kim Sung-gon.
- Kim Yi-on como Yoo-jin.

## Episodios
| N.º | Título                                  | Dirigido por  | Escrito por                   | Fecha de emisión original |
| --- | --------------------------------------- | ------------- | ----------------------------- | ------------------------- |
| 1   | «Carta de amor»                         | Seo Min-jeong | Choi Yoo-jeong & Jang Yu-yeon | 28 de diciembre de 2020   |
| 2   | «En el karaoke»                         | Seo Min-jeong | Choi Yoo-jeong & Jang Yu-yeon | 31 de diciembre de 2020   |
| 3   | «Ven por mí»                            | Seo Min-jeong | Choi Yoo-jeong & Jang Yu-yeon | 2 de enero de 2021        |
| 4   | «Fiesta deportiva»                      | Seo Min-jeong | Choi Yoo-jeong & Jang Yu-yeon | 4 de enero de 2021        |
| 5   | «Festival de teatro»                    | Seo Min-jeong | Choi Yoo-jeong & Jang Yu-yeon | 7 de enero de 2021        |
| 6   | «No te vayas»                           | Seo Min-jeong | Choi Yoo-jeong & Jang Yu-yeon | 9 de enero de 2021        |
| 7   | «El juego de la verdad»                 | Seo Min-jeong | Choi Yoo-jeong & Jang Yu-yeon | 11 de enero de 2021       |
| 8   | «Feliz cumpleaños»                      | Seo Min-jeong | Choi Yoo-jeong & Jang Yu-yeon | 14 de enero de 2021       |
| 9   | «Tenemos que hablar»                    | Seo Min-jeong | Choi Yoo-jeong & Jang Yu-yeon | 16 de enero de 2021       |
| 10  | «No te preocupes.mp3»                   | Seo Min-jeong | Choi Yoo-jeong & Jang Yu-yeon | 18 de enero de 2021       |
| 11  | «Navidad nevada»                        | Seo Min-jeong | Choi Yoo-jeong & Jang Yu-yeon | 21 de enero de 2021       |
| 12  | «Declaración de amor»                   | Seo Min-jeong | Choi Yoo-jeong & Jang Yu-yeon | 23 de enero de 2021       |
| 13  | «Lluvia»                                | Seo Min-jeong | Choi Yoo-jeong & Jang Yu-yeon | 25 de enero de 2021       |
| 14  | «Trébol de 4 hojas»                     | Seo Min-jeong | Choi Yoo-jeong & Jang Yu-yeon | 28 de enero de 2021       |
| 15  | «Universidad, universidad, universidad» | Seo Min-jeong | Choi Yoo-jeong & Jang Yu-yeon | 30 de enero de 2021       |
| 16  | «Nuestros sueños»                       | Seo Min-jeong | Choi Yoo-jeong & Jang Yu-yeon | 1 de febrero de 2021      |
| 17  | «Primer beso»                           | Seo Min-jeong | Choi Yoo-jeong & Jang Yu-yeon | 4 de febrero de 2021      |
| 18  | «Generación de amor»                    | Seo Min-jeong | Choi Yoo-jeong & Jang Yu-yeon | 6 de febrero de 2021      |
| 19  | «Fórmula de despedida»                  | Seo Min-jeong | Choi Yoo-jeong & Jang Yu-yeon | 8 de febrero de 2021.     |
| 20  | «Tanto tiempo»                          | Seo Min-jeong | Choi Yoo-jeong & Jang Yu-yeon | 11 de febrero de 2021     |
| 21  | «Tu boda»                               | Seo Min-jeong | Choi Yoo-jeong & Jang Yu-yeon | 13 de febrero de 2021     |
| 22  | «Comenzar otra vez»                     | Seo Min-jeong | Choi Yoo-jeong & Jang Yu-yeon | 15 de febrero de 2021     |
| 23  | «Mi querido»                            | Seo Min-jeong | Choi Yoo-jeong & Jang Yu-yeon | 18 de febrero de 2021     |
| 24  | «De tu querido»                         | Seo Min-jeong | Choi Yoo-jeong & Jang Yu-yeon | 20 de febrero de 2021     |

## Producción

### Desarrollo
El 1 de julio de 2020, Kakao M anunció que emitiría una nueva versión de la serie china de 2017 A Love So Beautiful como miniserie que se encontraba en sus primeras etapas de producción. WhyNot Media se encargó de la producción de los 24 episodios de aprox. 20 minutos cada uno.

### Casting
El 6 de julio de 2020 se reportó que Kim Yo-han y So Joo-yeon tienen planes para aparecer en la serie. El 27 de julio, Kakao M confirmó que se eligieron a So Joo-yeon, Kim Yo-han y Yeo Hoe-hyun para los roles principales. En agosto, Jo Hye-joo se unió al elenco de la serie como la mejor amiga de la protagonista.

### Promoción
En diciembre de 2020, Kakao M lanzó un video tráiler junto con dibujos de los personajes.

## Banda sonora original

### Parte 1
| Publicado el 11 de enero de 2021 |                    |                                                    |                                                                 |            |          |  |
| N.º                              | Título             | Letras                                             | Música                                                          | Artista    | Duración |  |
| 1.                               | «Recently»         | Craybin, ZWOO, Sound, ALOHA, Jaehwan y Natural Joy | Craybin, Jaehwan, ZWOO, Sound, ALOHA, Kim Daehyun y Natural Joy | Kim Yo-han | 3:25     |  |
| 2.                               | «Recently» (inst.) |                                                    | Craybin, Jaehwan, ZWOO, Sound, ALOHA, Kim Daehyun y Natural Joy |            | 3:25     |  |
| 6:50                             |                    |                                                    |                                                                 |            |          |  |

### Parte 2
| Publicado el 18 de enero de 2021 |                  |            |                |        |          |  |
| N.º                              | Título           | Letras     | Música         | Artist | Duración |  |
| 1.                               | «Lovely»         | Sarah Yoon | Joo Young-hoon | SinB   | 4:12     |  |
| 2.                               | «Lovely» (inst.) |            | Joo Young-hoon |        | 4:12     |  |
| 8:24                             |                  |            |                |        |          |  |

### Parte 3
| Publicado el 1 de febrero de 2021 |                           |             |             |              |          |  |
| N.º                               | Título                    | Letras      | Música      | Artista      | Duración |  |
| 1.                                | «My day my night»         | Honey Danji | Honey Danji | Ha Hyun-sang | 3:50     |  |
| 2.                                | «My day my night» (inst.) |             | Honey Danji |              | 3:50     |  |
| 7:40                              |                           |             |             |              |          |  |